# Seweryn Pieniężny (syn)
Seweryn Pieniężny (ur. 25 lutego 1890 w Olsztynie, zm. 24 lutego 1940 w KZ Hohenbruch) – polski dziennikarz, redaktor i wydawca „Gazety Olsztyńskiej”, działacz społeczny i oświatowy na Warmii, samorządowiec. 

## Rodzina
Był synem Seweryna Pieniężnego (współwydawcy „Gazety Olsztyńskiej”) i Joanny z Liszewskich, pracującej w redakcji „Gazety Olsztyńskiej”.
Na zawsze w jego pamięci pozostały wydarzenia z 1901, kiedy to niemiecki nauczyciel zaskarżył ojca Seweryna w olsztyńskim sądzie. Chodziło o artykuł, w którym Pieniężny starszy potępił zachowanie nauczyciela drwiącego z polskich uczniów i ich rodzin. Na rozprawie w roli świadków występował Seweryn młodszy i jego brat Władysław. Sąd zasądził grzywnę z zamianą na areszt.
W 1920 ożenił się z Wandą Dembińską, która pracowała w Konsulacie RP w Olsztynie; angażowała się ona w działania kulturalno-oświatowe, tworzyła koła Kobiet Polek była także sekretarzem Polsko-Katolickiego Towarzystwa Szkolnego w Olsztynie. Mieli czworo dzieci: Konstantego, Ewę, Marię i Halinę. Syn Konstanty był działaczem polskiego ruchu młodzieżowego na Warmii. Został aresztowany w Wąbrzeźnie w 1939 i uwięziony. Zbiegł z więzienia i ukrywał się w Krakowie, gdzie w 1942 zmarł na skutek choroby.

## Działalność

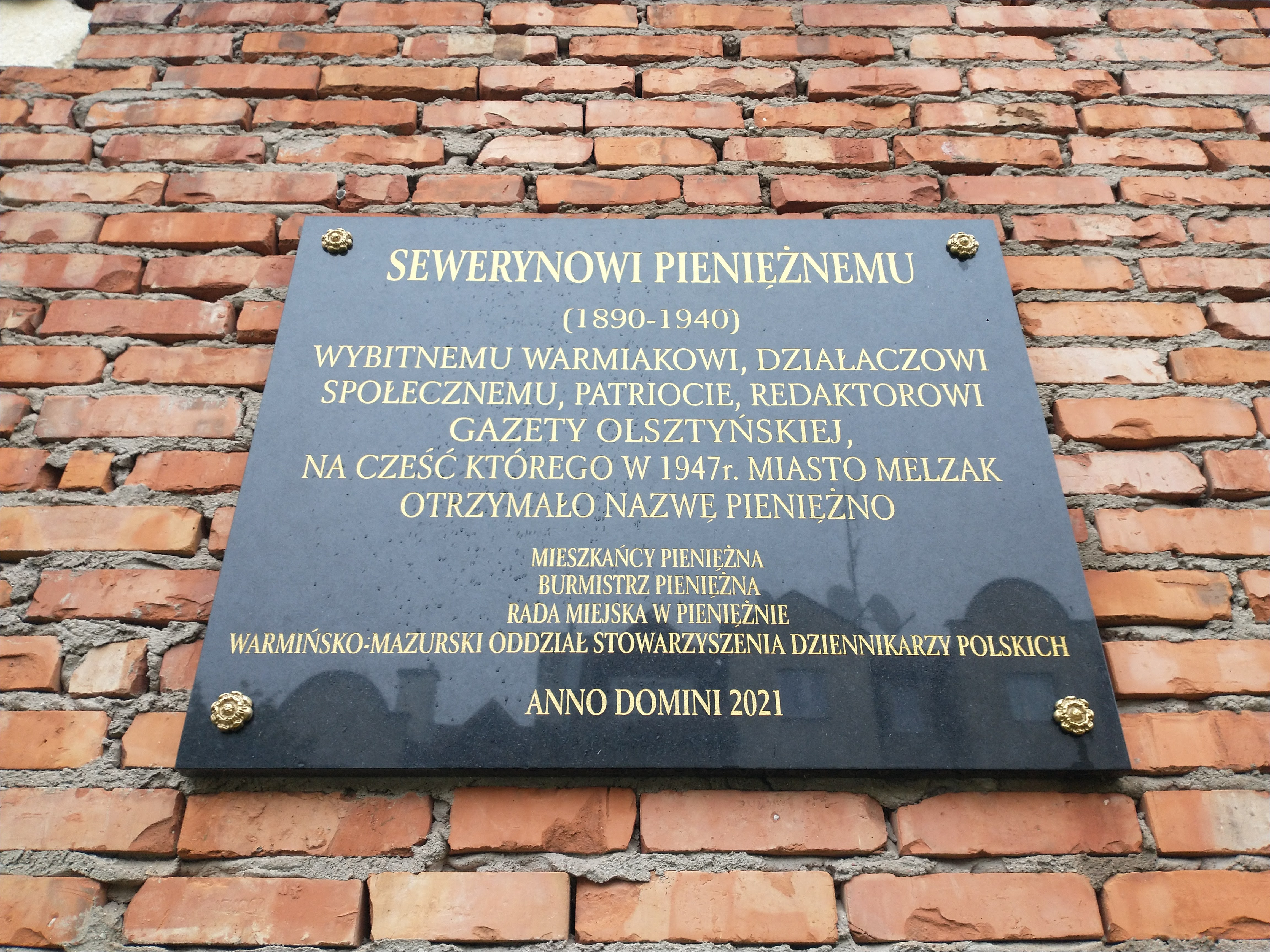
Tablica pamiątkowa na cześć Seweryna Pieniężnego w Pieniężnie

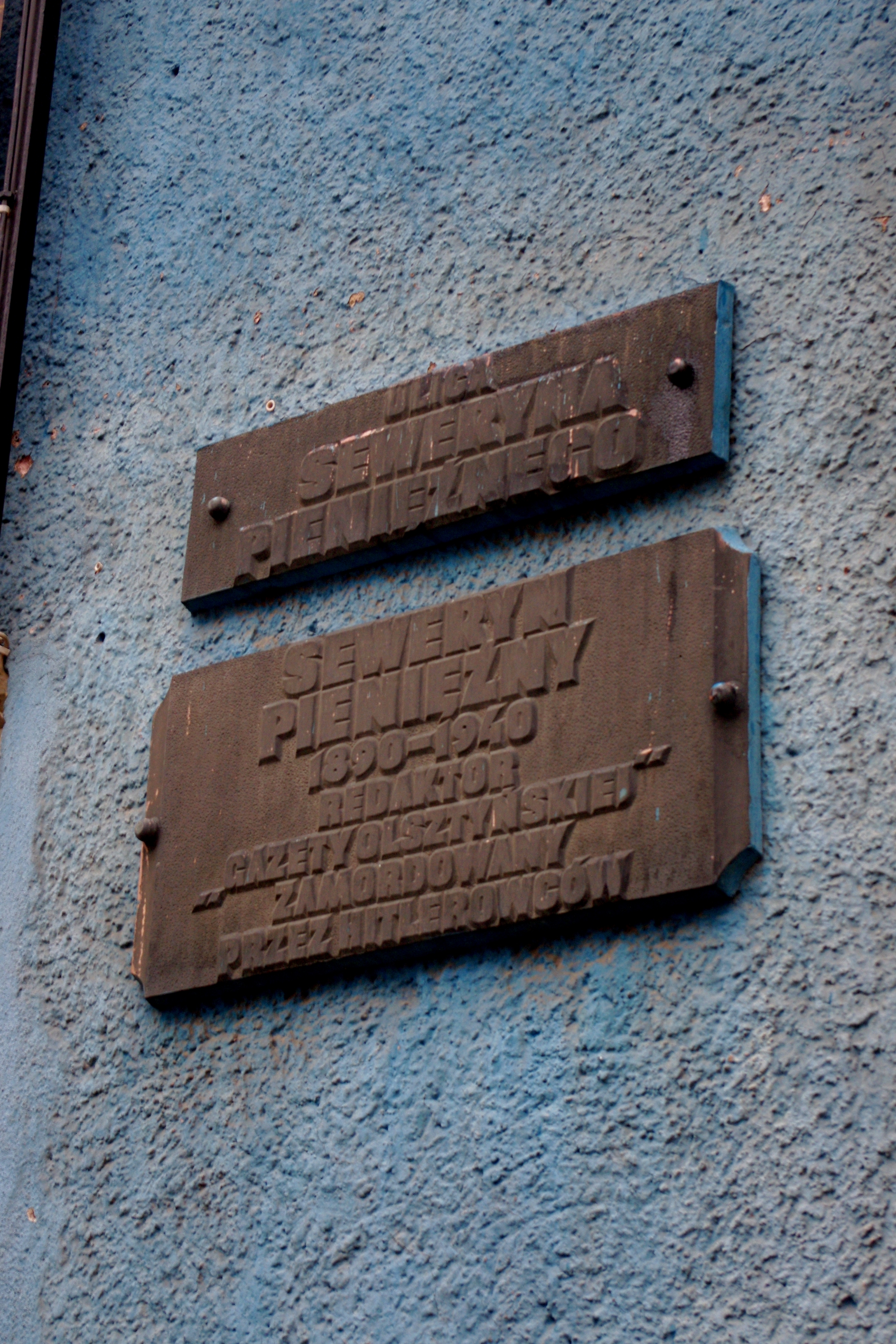
Tablica pamiątkowa na ulicy jego imienia w Olsztynie

Urodził się w Olsztynie, gdzie ukończył niemiecką szkołę powszechną oraz gimnazjum. W 1910 Seweryn Pieniężny rozpoczął działalność publiczną, pełniąc funkcję sekretarza w zarządzie Polsko-Katolickiego Towarzystwa Ludowego „Zgoda” w Olsztynie. Był członkiem polskiej Rady Ludowej dla Warmii oraz delegatem Warmii na sejm dzielnicowy w Poznaniu. Pełnił także funkcję wiceprezesa Komitetu Centralnego Związku Polaków w Prusach Wschodnich. W 1912 otrzymał powołanie do wojska i odbył zasadniczą służbę wojskową w armii pruskiej. Wziął udział w I wojnie światowej. W 1918 przejął obowiązki kierownika redakcji „Gazety Olsztyńskiej”. Gazeta stała się głównym organem propagandowym strony polskiej, prezentując wiernie przebieg kampanii informacyjnej przed plebiscytem.
Prowadził działalność społeczno-polityczną oraz kulturalno-oświatową. Był członkiem wielu polskich organizacji i instytucji na Warmii: zarządu Banku Ludowego w Olsztynie, Polskiego Stowarzyszenia Katolickiego w Barczewie, które założył w 1919 roku, wiceprezesem Komitetu Centralnego Związku Polaków w Prusach Wschodnich, Związku Polaków w Niemczech. W Olsztynie założył związaną z gazetą księgarnię, do której sprowadzał wydawnictwa z Polski.
Szczególną pozycję w Gazecie zajmowały felietony w gwarze warmińskiej Kuba z pod Wartemborka gada (Wartembork to dawna polska nazwa Barczewa). W III Rzeszy był kilkakrotnie skazywany w procesach prasowych. Pieniężny zainicjował również szereg dodatków do „Gazety Olsztyńskiej” jak: „Życie Młodzieży”, „Gość Niedzielny” oraz „Głos Pogranicza”. Redakcja drukowała również inne czasopisma jak „Głos Ewangelijny”, „Mazur” (z dodatkami: „Gospodarz” oraz „Twierdza Ewangelicka”), „Mazurski Przyjaciel Ludu”, którego od 1923 roku był współredaktorem, oraz pisma Związku Polaków w Niemczech – „Małego Polaka w Niemczech" oraz „Kulturwehr” (pol. „Obrona Kultury”) czasopisma mniejszości w Niemczech skupionych w Związku Mniejszości Narodowych w Niemczech. W 1937 roku Seweryn Pieniężny wydrukował również „Memoriał ludności polskiej w Rzeszy niemieckiej”, 6-tomowy wybór dokumentów ZPwN przygotowany i złożony w redakcji czasopisma „Kulturwehr” katalogujący szykany ludności polskiej w III Rzeszy.
Oprócz druku gazet Pieniężny wydawał również polskie podręczniki szkolne, ulotki i odezwy oraz książki o tematyce religijnej i świeckiej. Wydał m.in. „Pieśni mazurskie” Michała Kajki, niektóre prace ks Walentego Barczewskiego oraz „Krzyżaków” Henryka Sienkiewicza.
Dnia 7 września 1939 do redakcji „Gazety” wkroczyło gestapo. Seweryn Pieniężny został aresztowany, gdy nadzorował skład gazety przy linotypie. Wydawnictwo „Gazety Olsztyńskiej” został zlikwidowane, a urządzenia drukarskie przejęła redakcja niemieckiej gazety „Allensteiner Zeitung”. Wszystkie książki z archiwum Pieniężnego zostały wysłane na przemiał, a jego dom zburzono stawiając w jego miejscu szalet publiczny umieszczając na nim niemiecki napis „Schandfleck” (pol. miejsce hańby). Dnia 24 lutego 1940 Seweryn Pieniężny został pobity, zmuszony do wykopania grobu i rozstrzelany w obozie koncentracyjnym w KZ Hohenbruch koło Kłajpedy. Przed śmiercią miał wykrzyknąć Jeszcze Polska nie zginęła. Pogrzeb odbył się dopiero po ekshumacji w 1946, jego prochy spoczywają obecnie na cmentarzu komunalnym w Olsztynie (kwatera 4A-1-1).
Po aresztowaniu Seweryna prześladowania ze strony Niemców spotkały jego żonę. Została aresztowana w grudniu 1939 i wywieziona do Ravensbrück, później do olsztyńskiego więzienia.
Uchwałą Prezydium Krajowej Rady Narodowej z dnia 29 maja 1946 „za wybitne zasługi w pracy narodowej, społecznej i kulturalno-oświatowej na Warmii i Mazurach” został pośmiertnie odznaczony Orderem Krzyża Grunwaldu III klasy

## Upamiętnienie
- Na cześć Seweryna Pieniężnego miasto Melzak otrzymało nazwę Pieniężno.
- Jego imieniem nazwano ulicę w Olsztynie, Koszalinie, Ostródzie, Iławie, Ornecie, Braniewie, Sztumie, Kętrzynie, Bartoszycach, Reszlu i Suszu.
- Swój wiersz „Kamienie wołają” poświęciła Pieniężnemu poetka ludowa z Warmii, Maria Zientara-Malewska.
- Patron Warmińsko-Mazurskiego Oddziału Stowarzyszenia Dziennikarzy Polskich w Olsztynie.
- Dni Seweryna Pieniężnego na Warmii i Mazurach (od 2014 r. w dniach 24-25 lutego w Olsztynie i Pieniężnie, od 2018 r. - od lutego do września również w innych miejscowościach województwa warmińsko-mazurskiego jako wydarzenia upamiętniające postać S. Pieniężnego i ludzi "Gazety Olsztyńskiej" 1886-1939 oraz promocję dorobku współczesnych dziennikarzy regionu)[12].